# Wroniawy (województwo wielkopolskie)
Wroniawy – wieś w Polsce położona w województwie wielkopolskim, w powiecie wolsztyńskim, w gminie Wolsztyn.

## Historia
Wieś istnieje co najmniej od XIV wieku. W 1314 roku dokumenty łacińskie notują niejakiego Buckfalusa z Wronowa.
W 1580 miejscowość liczyła 6 łanów powierzchni, z czego sołtys posiadał 2,2 łana. Mieszkało w niej także 2 zagrodników oraz 2 komorników. Wieś położona była wówczas w powiecie kościańskim województwa poznańskiego.
W XVIII wieku dobra wroniawskie leżały w Rzeczypospolitej Obojga Narodów i należały do rodu Gajewskich z Wolsztyna, którzy zakupili je w 1793 roku. Po rozbiorach Polski miejscowość znalazła się w zaborze pruskim. W okresie Wielkiego Księstwa Poznańskiego (1815-1848) miejscowość wzmiankowana jako Wroniawy należała do wsi większych w ówczesnym powiecie babimojskim rejencji poznańskiej.
W początku XIX wieku Antonina z Gajewskich (1790–1866) wniosła majątek ten jako swoje wiano wychodząc za mąż za Stanisława Platera polskiego historyka, geografa, tłumacza, pioniera polskiej i światowej statystyki, kartografa oraz encyklopedystę. Wroniawy należały wówczas do wolsztyńskiego okręgu policyjnego tego powiatu i stanowiły siedzibę majątku Wroniawy, który należał do Antoniny Platerowej z domu Gajewskiej .
Według spisu urzędowego z 1837 roku Wroniawy liczyły 535 mieszkańców, którzy zamieszkiwali 29 dymów (domostw).
W XIX-wiecznym Słowniku geograficznym Królestwa Polskiego miejscowość wymieniona jest jako wieś leżąca w powiecie babimojskim. Dzieliła się na dwie części wiejską oraz dworską. Według słownika pod koniec XIX wieku część wiejska liczyła 68 domów, w których mieszkało 533 mieszkańców z czego 519 katolików i liczyła 330 hektarów powierzchni. Część dworska miała 20 domów z 287 mieszkańcami z czego 279 wyznania katolickiego. Miejscowość wraz z polami zajmowała 2118 hektarów i przynosiła dochód w wysokości 11 573 marek. We wsi znajdowała się miejscowa szkoła katolicka oraz gorzelnia o napędzie parowym. Słownik notuje nazwy części wsi oraz pól: Glinki, Pastewnik, Przewóz, Piaski, Góry, a także wzgórza Winnica i Białe Góry.
W latach 1975–1998 miejscowość należała administracyjnie do województwa zielonogórskiego.
We Wroniawach znajduje się kościół pw. Miłosierdzia Bożego (działa od 1988 roku, poświęcony w 2010), dom wczasowy, biblioteka oraz szkoła podstawowa.